# Oleg Popov
Oleg Popov, en ruso: Оле́г Константи́нович Попо́в, Oleg Konstantínovich Popov; Virubovo, (Moscú, 31 de julio de 1930-Rostov del Don, 2 de noviembre de 2016) fue un célebre payaso de la era soviética, es conocido como el equivalente circense de Charlie Chaplin.

## Trayectoria
Conquistó la fama en 1954 y fue enviado en gira por el mundo como payaso oficial. Actuó en Japón, Estados Unidos, Cuba, Israel, Francia y Australia. Fue nombrado Artista del pueblo de la URSS.
Viudo de Aleksandra Popova desde 1989, vivía cerca de Núremberg (Alemania), con su segunda esposa Gabriela Lehmann. 